# Кане, Ибрагим
Ибраи́м Кане́ (фр. Ibrahim Kane; род. 23 июня 2000, Бамако) — малийский футболист, полузащитник ковалёвского «Колоса».

## Клубная карьера
Кане — воспитанник клуба «Дугуволофила». В 2018 году его заметили скауты украинской «Ворсклы» и пригласили в команду. 31 октября в поединке Кубка Украины против «Черноморца» Ибраим дебютировал за основной состав. 8 декабря в матче против «Черноморца» он дебютировал в чемпионате Украины.

## Международная карьера
В 2017 году в составе юношеской сборной Мали Кане выиграл в юношеский Кубок африканских наций в Габоне. В том же году Ибраим принял участие в юношеском чемпионате мира в Индии. На турнире он сыграл в матчах против команд Парагвая, Турции, Новой Зеландии, Ирака, Ганы, Испании и Бразилии.
11 июня 2021 года Кане дебютировал за национальную сборную Мали в товарищеском матче против сборной ДР Конго (1:1).

## Достижения
«Ворскла»
- Финалист Кубка Украины (2): 2019/20, 2023/24

Сборная Мали
- Обладатель юношеского Кубка африканских наций (до 17 лет): 2017